# Naxos (Sicile)
Pour les articles homonymes, voir Naxos (homonymie).

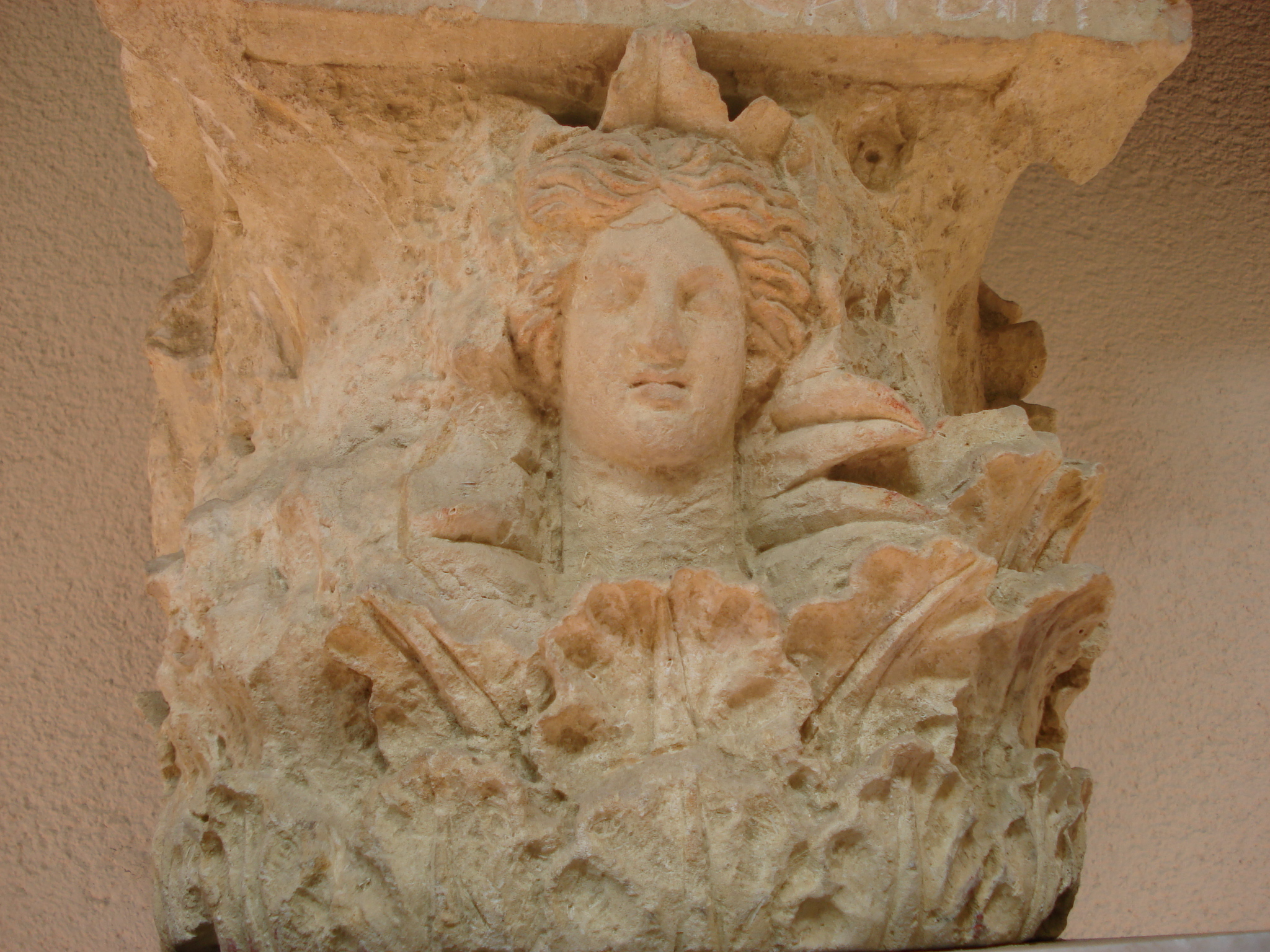
Chapiteau grec exposé au Musée archéologique de Palerme

Naxos ou Naxus (grec ancien Νάξος / Náxos) un site archéologique de Sicile, situé sur la commune de Giardini-Naxos, sur la côte Est de l'île, entre Catana (aujourd'hui Catane) et Messana (aujourd'hui Messine). 
Cette ville antique était localisée sur le cap Schiso, à l'embouchure de la rivière Acesines (aujourd'hui rivière Alcantara), en terrain plat, au sud de la colline sur laquelle fut ensuite établie la ville de Tauromenium (aujourd'hui Taormine).

## Histoire
Naxos est considérée par les écrivains antiques comme la plus ancienne colonie grecque de Sicile. Selon Éphore de Cumes, elle fut fondée un an avant Syracuse, en 735 av. J.-C., par un groupe de colons originaires de Chalcis en Eubée et d'Ionie. Le même auteur dépeint le fondateur de la colonie, Théoclès (ou Thuclès), comme Athénien de naissance. Cependant Thucydide ne mentionne pas ce fait, et décrit la cité comme étant intégralement chalcidienne ; il semble d'ailleurs qu'après la ville fut considérée comme telle. La preuve que Naxos soit la plus ancienne colonie grecque de Sicile est apportée par la consécration d'un autel à Apollon Archegetes en dehors de la ville, sous la protection duquel la colonie avait été établie. C'était d'ailleurs une tradition (perpétuée bien après la destruction de la ville de Naxos) que toute personne participant à une expédition sacrée vers la Grèce, où en revenant, y fasse un sacrifice. L'étymologie du terme Naxos fait penser que parmi les premiers colons, certains provenaient de l'île de Naxos, comme l'écrit Hellanicos, à moins que ce nom évoque en langue sémitique, la Guette, escarpement près de Tauroménion.
Le site est stratégique : premier point d'abordage après la pointe extrême de l’Italie, bon mouillage et plaine fertile, irriguée par l’Assinos (auj. Alcantara), même si les montagnes proches limiteront l'essor physique de la cité.
Les colons furent sans doute rapidement rejoints par d'autres venus de Grèce, car dès 730 av. J.-C., soit moins de 6 ans après la fondation de Naxos, un groupe de colons s'en va fonder la ville de Leontini (aujourd'hui Lentini, au sud de Catane). Peu après la ville de Catane est fondée. Théoclès lui-même devint l'Oekist (soit le fondateur officiel) de Leontini, et un certain Euarchus, vraisemblablement citoyen de Chalcis, celui de Catane. Strabon et Scymnus présentent tous deux Zancle (aujourd'hui Messine) comme étant également une colonie fille de Naxos, mais Thucydide n'en fait pas mention. Cependant, comme il s'agissait sans doute d'une colonie chalcidienne, certains habitants de Naxos participèrent vraisemblablement à la fondation de la ville. Callipolis, cité grecque non localisée précisément et qui disparut rapidement, était également une colonie de Naxos. 
En dépit des preuves d'une prospérité rapide, l'histoire de Naxos à ses origines reste assez obscure et son essor limité. Les premiers évènements relatés concernent les catastrophes qui frappèrent la ville. Elle faisait partie des cités assiégées et prises par Hippocrate, tyran de Gela vers 498-491 av. J.-C.. Soumise à son autorité, la ville passa ensuite apparemment sous celle de Gélon de Syracuse, puis sous celle de son frère Hiéron Ier (selon les textes elle est sous l'autorité de ce dernier en 476 av. J.-C.). Ce dernier, désirant renforcer son autorité, chassa tous les habitants de Naxos et Catane pour les établir à Leontinoi. Il repeupla alors les deux villes par des personnes originaires d'autres endroits. Naxos n'est pas mentionnée précisément dans les écrits concernant les rébellions qui éclatèrent en Sicile à la mort de Hiéron Ier. Cependant il y a peu de doutes que les habitants déplacés réintégrèrent alors leurs cités d'origine, vers 461 av. J.-C.. De fait, dans les temps qui suivirent, on retrouve les villes chalcidiennes de Naxos, Leontinoi et Catane alliées entre elles par des traités d'amitié et de proche collaboration, opposées à Syracuse et les autres cités doriennes de Sicile. Ainsi en 427 av. J.-C., lorsque la ville de Leontini fut vivement harcelée par Syracuse toute proche, ses alliés l'aidèrent autant que possible. 
Lorsque la première expédition athénienne, sous le commandement de Lachès et de Charoeades, arriva en Sicile, Naxos s'y allia immédiatement. Pour eux, de même que pour les Rhégiens de l'autre côté du détroit de Messine, la vive animosité envers les Messéniens fut sans doute un facteur majeur d'adhésion au parti athénien. Lors des hostilités qui s'ensuivirent, les Messéniens attaquèrent par surprise Naxos par terre et par mer. Ils furent rapidement refoulés par ces derniers, dont les troupes leur infligèrent de lourdes pertes.
Lors de la grande expédition athénienne de Sicile (415 av. J.-C.), Naxos adopta leur alliance dès le début, alors que leurs cités-sœurs de Rhêgion (aujourd'hui Reggio de Calabre) et de Catane restèrent distantes. Les habitants leur fournirent des vivres et les accueillirent également dans la cité. Ainsi la flotte athénienne aborda en premier à Naxos après avoir traversé le détroit ; plus tard, d'ailleurs, Thucydide cite les villes de Naxos et de Catane comme ayant été les seules villes de Sicile à s'être alliées aux athéniens. Après l'échec de cette expédition, les cités chalcidiennes furent en proie à des hostilités avec Syracuse, mais celles-ci furent reportées en 409 av. J.-C. Les Carthaginois représentaient pour l'heure une plus grande menace pour Syracuse et les autres cités grecques de Sicile, ce qui prévalait sur ces conflits. Leur position lors de ces évènements préserva Naxos du sort des villes d'Agrigentum (aujourd'hui Agrigente), Gela et Camarina. Mais ce sursis fut de courte durée, et en 403 av. J.-C., Denys l'Ancien, se considérant en sécurité face à l'autorité carthaginoise et aux séditions locales, décida d'attaquer les cités chalcidiennes de Sicile. Il se rendit maître de Naxos grâce à la trahison de leur général Procles. Les habitants furent vendus comme esclaves, la ville fut rasée, et son territoire annexé à celui des Sicules.
Naxos ne se remit jamais de ce coup dur, et ne redevint de fait jamais un endroit important. Il n'est donc pas évident de retracer les événements qui suivirent. Il semble que les Sicules, auxquels Denys avait remis le territoire de la ville, établirent une nouvelle colonie sur la colline de Taurus, qui domine l'ancien site de Naxos. La nouvelle ville grandit rapidement et prit alors le nom de Tauromenium. Cette nouvelle fondation fut faite aux alentours de 396 av. J.-C., et les Sicules étaient encore en possession de la place forte quelques années plus tard. Les habitants exilés de Catane et de Naxos formaient alors un grand groupe de personnes qui restaient ensemble autant que possible. Les Rhégiens essayèrent, mais sans succès, de les loger dans un quartier à Mylae (Milazzo) : ils en furent rapidement chassés par les Messéniens, et se dispersèrent apparemment dans plusieurs parties de la Sicile. Il est dit qu'en 358 av. J.-C., Andromachus, père de l'historien Timée de Tauroménion, réussit à rassembler les exilés de Naxos et à les installer sur la colline de Tauromenium, qui devint ainsi cité grecque, successeur de l'antique Naxos. Par erreur ou par inexactitude, Pline l'Ancien affirmait que Tauromenium était autrefois appelée Naxos. La nouvelle cité devint rapidement une ville importante. Le site originel de Naxos semble ne jamais avoir été réoccupé durant l'Antiquité, mais l'autel et l'aire sacré d'Apollo Archegetes continuèrent de situer la ville antique. Ils sont d'ailleurs mentionnés dans les récits de la guerre opposant Sextus Pompée à Octave Auguste en 36 av. J.-C..

## Archéologie
Le site est au Néolithique, de l’âge du bronze, et de l'âge du fer où se mêlent artefacts indigènes et objets grecs. Des autochtones ont vécu dans la cité grecque juste après sa fondation.  
Des fouilles archéologiques ont permis, dès le XIXe siècle, puis dans les années 1960 et 1970 sous la direction de Paola Pelagatti, de dégager des vestiges de la ville antique. On a pu ainsi retrouver le plan en damier de la cité, d'importantes sections de fortifications en appareil polygonal de gros blocs de lave noire de l'Etna, des nécropoles, un quartier de potiers, de la céramique grecque importée et locale, et quelques maisons du IVe siècle av. J.-C.. Les fondations d’un temple de la seconde moitié du VIe siècle (14 × 38 m), construit sur un petit édifice sacré de la fin du VIIe, dédié à Aphrodite, ont également été découvertes.
Les monnaies de Naxos portent une tête de Dionysos.